# Майдани (Мазовецьке воєводство)
Майдани (пол. Majdany) — село в Польщі, у гміні Козениці Козеницького повіту Мазовецького воєводства.
Населення — 149 осіб (2011).
У 1975-1998 роках село належало до Радомського воєводства.

## Демографія
Демографічна структура станом на 31 березня 2011 року:
|          | Загалом | Допрацездатний вік | Працездатний вік | Постпрацездатний вік |
| -------- | ------- | ------------------ | ---------------- | -------------------- |
| Чоловіки | 73      | 14                 | 53               | 6                    |
| Жінки    | 76      | 13                 | 42               | 21                   |
| Разом    | 149     | 27                 | 95               | 27                   |